# Ichneumon ultimus
Ichneumon ultimus es una especie de insecto del género Ichneumon de la familia Ichneumonidae del orden Hymenoptera.
 
Fue descrita en el año 1877 por Cresson.
Se encuentra en Estados Unidos.